# Ammónium-cérium(IV)-szulfát
Az ammónium-cérium(IV)-szulfát szervetlen vegyület, képlete (NH4)4Ce(SO4)4·2 H2O. Narancssárga színű, szilárd anyag, erős oxidálószer, redukciós potenciálja kb. 1,44 V. Rokon vegyülete a cérium(IV)-szulfát.

## Felhasználása
Erősen savas oldata a cerimetriás titrálások mérőoldataként használható.

## Szerkezete
Krisztallográfiai vizsgálata alapján a vegyületben Ce2(SO4)88− anion található, melyben a cériumatomokat 9 – a szulfátcsoportokhoz tartozó – oxigénatom koordinálja, torzult, három négyzetlapon fedett trigonális hasáb alakban.

## Fordítás
Ez a szócikk részben vagy egészben  az   Ammonium cerium(IV) sulfate című angol Wikipédia-szócikk ezen változatának fordításán alapul.  Az eredeti cikk szerkesztőit annak laptörténete sorolja fel. Ez a jelzés csupán a megfogalmazás eredetét és a szerzői jogokat jelzi, nem szolgál a cikkben szereplő információk forrásmegjelöléseként.